# Tatas
Tatas (em grego: τατᾶς), mais formalmente tatas da corte (em grego: τατᾶς τῆς αὐλῆς) foi um ofício cortesão bizantino atestado nos séculos XII-XIV. É atestado pela primeira vez num selo de João Comneno Vatatzes no século XII, e foi mantido por vários indivíduos nos próximos dois séculos. Suas funções são incertas: segundo o historiador do século XIV Jorge Paquimeres, o tatas era um dos três grandes funcionários cortesãos ao lado do pincerna (copeiro imperial) e o mestre da mesa, mas o historiador do século XV Ducas explica o título como "pedagogo". Isso levou Ernst Stein a sugerir que ele sucedeu o bájulo como preceptor imperial, uma hipótese rejeitada mais adiante por Vitalien Laurent.